# 愛甲郡
愛甲郡（日语：／ Aiko gun */?）是神奈川縣的一郡。人口45,449人、面積105.58km²。（2007年9月1日、人口為推計人口）

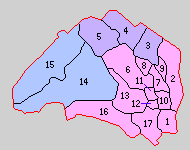
1.厚木町 2.依知村 3.中津村 4.高峰村 5.愛川村 6.荻野村 7.三田村 8.棚澤村 9.下川入村 10.妻田村 11.及川村 12.林村 13.小鮎村 14.煤谷村 15.宮瀨村 16.玉川村 17.南毛利村（紅：厚木市 紫：愛川町 藍：清川村）

現轄有以下1町・1村。
- 愛川町
- 清川村